# 洛斯巴尔德科尔梅纳斯
洛斯巴尔德科尔梅纳斯（西班牙語：Los Valdecolmenas），是西班牙卡斯蒂利亚-拉曼恰昆卡省的一个市镇。总面积31平方公里，总人口114人（2001年），人口密度4人/平方公里。